# Староуткинское водохранилище
Староуткинское водохранилище (Староуткинский пруд, Уткинский пруд) — водохранилище на реке Утке (левом притоке реки Чусовой), в посёлке Староуткинск Свердловской области России. Создано в году для Староуткинского завода как заводской пруд. Источник производственного, хозяйственно-бытового водоснабжения и рекреационный водоём.

## География
Плотина расположена на реке Утке в 0,7 км от её устья. Верховья водохранилища (на юге) заболочены, низовья застроены. В средней части берега высокие, покрытые лесом. На берегу реки Чусовой, ниже по течению, находится камень Богатырь, который является памятником природы.  На другом берегу устье реки Дарья и гора Сабик. Староуткинское водохранилище входит в состав природного парка Река Чусовая.

## История
В 1725 году начаты работы по постройке Староуткинского металлургического завода Акинфия Демидова. Был создан пруд, и с 1927 начали работать молоты для проковки железа, привозимого с Нижнетагильского завода. Однако датой запуска считается 1 сентября 1729 года, когда дала первый металл заводская домна. 
С 1862 года гидроузел, кроме пруда, включает вторую, нижнюю плотину и гавань, расположенную ниже верхней плотины на берегу реки Чусовой, где посуху производилось строительство барок для сплава железных караванов. Барки загружали металлом (своим и привезённым с других заводов). Весной гавань заполняли водой из пруда, суда всплывали, и по специальному каналу их выводили в реку Чусовая. Плотина была полностью реконструирована и приобрела современные параметры в 2016 году.

## Морфометрия
Площадь водосбора — 476 км², площадь водной поверхности — 5,1 км², нормальный подпорный уровень — 259,2 м, полный объём — 19 млн.м³, полезный объём — 15,3 млн.м³. Максимальная высота плотины — 13 метров, отметка гребня плотины — 260,7 метра, длина — 506 метров. В Энциклопедии Свердловской области указана площадь 3,5 км² для подпорного уровня 258,3 метра.

## Ихтиофауна
В водохранилище обитают лещ, окунь и чебак, его зарыбляли также карпом и карасём. На реке Утке ловится хариус, а также пескарь и уклейка.

## Данные водного реестра
По данным государственного водного реестра России, водохранилище относится к Камскому бассейновому округу, водохозяйственный участок Чусовая от города Ревда до в/п посёлка Кын, речной подбассейн — Бассейны притоков Камы до впадения Белой, речной бассейн Камы.
Код объекта в государственном водном реестре — 10010100621299000000040.